# Melolontha phupanensis
Melolontha phupanensis är en skalbaggsart som beskrevs av Keith 2008. Melolontha phupanensis ingår i släktet Melolontha och familjen Melolonthidae. Inga underarter finns listade i Catalogue of Life.